# Ljusnarsbergs kommun
59°53′N 15°0′Ø / 59.883°N 15.000°Ø
Ljusnarsberg kommune ligger i landskapet Västmanland i det svenske län Örebro län. Kommunens administrationscenter ligger i byen Kopparberg.
Kommunen, som ligger i området  Bergslagen, gennemkrydses af jernbaneerne Frövi–Ludvika og Ställdalen-Kil. Mod nord grænser kommunen til Ludvika kommun, mod nordøst til Smedjebackens kommun, begge i Dalarna, mod syd til Lindesbergs kommun og mod vest til Hällefors kommun. Kommunen ligger ved Arbogaåns øvre del. 

## Byer
Ljusnarsberg kommune har to  byer. 
Indbyggere pr. 31. december 2005.
| #  | By         | Indbyggere |
| -- | ---------- | ---------- |
| 1. | Kopparberg | 3.189      |
| 2. | Ställdalen | 661        |

## Eksterne kilder og henvisninger
- Wikimedia Commons har flere filer relateret til Ljusnarsberg
- ”Kommunarealer den 1. januar 2012” (Excel). Statistiska centralbyrån.